# 致仕
致仕（ちし/ちじ・致事）とは、官職を退いて引退すること。君主に預けた身体の返却を願うと言う意味により、俗に「骸骨を乞う」とも称した。

## 概要
日本の律令法では数え年の70歳以上になった官人は致仕を申し出ることが出来た（これに対して70歳を待たず病気その他で官を退く事を辞官（じかん）と称した）。五位以上の貴族は天皇に上表を提出してその許可を得、六位以下の官人は太政官に届け出て、太政官から天皇に奏聞された。判任以下の者は太政官と式部省で手続が行われた。致仕が認められると、位田・位封・位禄は在任中のまま、職封・職田は致仕前の半分が支給され、季禄は支給されなかった。また、何らかの事情で致仕者が参内をした場合には現職時代の職と同一の官職に就いた者の前が充てられた。また、致仕した者が都か畿内に居住する場合には内舎人が派遣されて見舞いを受けることもあった。ただし、全ての者が直ちに致仕が認められた訳ではない。吉備真備は70歳で致仕の上奏前に造東大寺司長官に任じられ、右大臣を経て77歳になって致仕を認められ、同じく右大臣に至った大中臣清麻呂は3度目の上奏で致仕が許されて81歳で致仕が認められた。平安時代に入ると、致仕の上奏をしても認められない事例が増加し、11世紀に入ると前期に平親信・源俊賢・藤原公任が認められたのを最後に致仕が行われなくなり、出家をしない限りは終身官に留まるようになる。極端な事例では、右大臣兼右近衛大将であった藤原実資が87歳まで右近衛大将を兼務し、右大臣在職のまま90歳で病死している。
江戸時代にはこの例に倣い、大名が藩主の地位を退いて子供に家督を譲る場合を「致仕」と称した。致仕には大名自身の高齢・病気によるものと江戸幕府から処罰を受けて隠居を迫られた場合に分けることができる（例:安政の大獄など）。大部分が前者のケースであり、致仕後に後を継いだ新藩主から生活費となる金米が与えられた。また幕府の意向を受けて、所領の一部が分与されたり、極めて稀ではあるが特に功績が大きい者に対しては別途幕府より隠居料が支給され、没後に子孫に継承される場合もあり得た（実質的な加増）。前者の理由で退いた者は致仕後は趣味に勤しんだり、新藩主の藩政の後ろ盾になったりした。